# Jean Börlin
Jean Olof Jonas Börlin, född 13 mars 1893 i Härnösand, död 6 december 1930 i New York, var en svensk koreograf och dansare.

## Barndom
Jean Börlin var näst äldst av fyra bröder. När han var i sexårsåldern skilde sig hans föräldrar, och brödraskaran splittrades. Modern tog med Jean Börlin till Stockholm, där han fick bo hos släktingar. Börlin hade under sitt vuxna liv ingen kontakt med fadern som var sjökapten. Modern tog kontakt med honom efter att han blivit internationellt känd, men ingen nämnvärd relation uppstod mellan de två. Båda föräldrarna och andra släktingar dök dock upp efter hans död, i hopp om att möjligen få någon del av ett arv.
Börlin visade tidigt en konstnärlig läggning, och i Stockholm upptäcktes hans stora talang för dans. När han var åtta år fick han börja i Operans balettskola och blev efter några år en av de mest framstående dansarna på Stockholmsoperan. Han intresserade sig också för sång och visste inte om han skulle välja sång eller dans att syssla med i framtiden. Ett möte med den ryska balettens före detta koreograf Michail Fokin avgjorde saken, och han satsade helhjärtat på dansen.

## Dansören Börlin
Genom Fokine träffade Börlin konstsamlaren Rolf de Maré och de inledde ett förhållande. de Maré bidrog ekonomiskt och som socialt stöd åt Börlin. Han betalade bland annat för att Börlin skulle få privatlektioner hos Fokine i Danmark. 
Börlin sade upp sig från Stockholmsoperan och företog egna turnéer där han uppförde solostycken av egen komposition, så som Sculpture nègre, Devant la mort och Dervische.
Runt 1919 började idén om att skapa Svenska Baletten ta form. Både Börlin och de Maré var mycket entusiastiska och lyckades engagera flera talangfulla unga kvinnliga och manliga dansare från Sverige och Danmark, såsom Carina Ari, Kaj Smith och Jenny Hasselquist. Den svenska baletten hade sitt säte i Paris, och det var underförstått att Börlin var stjärnan i truppen. 
Under de fem åren som Svenska Baletten var aktiv, koreograferade och dansade Börlin i många uppsättningar. Ett par av dem, Nuit de Saint Jean och Dansgille var baserade på svensk folkdans. De dansade i några klassiska stycken, såsom Till Couperins minne och Chopin, där Börlin fick visa sin klassiska expertis. Bland de mera experimentella danserna som Svenska Baletten satte upp finns den ökända Maison de fous, som gestaltade en ung flicka som frisk vandrar in i ett dårhus och slutligen blir lika galen som de intagna, och La création du monde av Darius Milhaud som visar en gammal afrikansk myt om världens skapelse. 
Börlin och den svenska baletten försökte skapa någonting helt nytt med nya ramar och uttryck inom dansen. Idag finns nästan ingenting av Börlins faktiska koreografier bevarade, men han har influerat dansare som Ninette de Valois, Aurel von Milloss och Ivo Cramér. de Valois inkluderade till och med några av den Svenska Balettens verk i den repertoar hon skapade för vad som skulle bli The Royal Ballet.
Journalisten Matts Adolf Stenström hade följande att säga om Börlin som dansör: "Mer än en gång har jag betecknat Börlin som vår bästa dansör. Han var det redan då han senast uppträdde på operan. Och man kunde se att han stod i tillväxt. Han är den bäste inte bara för att han dansar bra, utan därför att han också är konstnär, och en intelligent, fantasifull, skapande konstnär."

## Efter Svenska Baletten
Svenska Baletten kritiserades hårt i Sverige på grund av de Marés och Börlins homosexuella förhållande, som var allmänt känt. År 1925 upplöstes Svenska Baletten och förhållandet mellan de Maré och Börlin avslutades. Börlin hade då, vid 32 års ålder, blivit svårt beroende av alkohol och andra droger. Han hade gått upp i vikt, vilket gjorde det svårare för honom att dansa. Hans kritiker angrep honom för det. Börlin var också skådespelare Bland några roller spelade han en blyg kontorist i Le Voyage Imaginaire av regissören René Clair men hade också tidigare medverkat i Clairs konstnärliga kortfilm Entr'acte, och 1923 spelat in några dansscener till Marcel L'Herbiers L'Inhumaine. 
Han fortsatte att sätta upp sina egna dansprojekt. Han fick dock inte längre speciellt god kritik och ska, enligt källor som stod honom nära, ha blivit deprimerad och olycklig. Han hade under en tid en dansstudio i Paris, där bland annat Nils von Dardels och Thora Klinckowströms dotter Ingrid dansade. I slutet av 1920-talet bestämde han sig för att resa över till New York för att försöka börja ett nytt liv där. Hans hälsa var dock vid det här laget dålig och han fick veta att han hade drabbats av kronisk gulsot. Läkarna rekommenderade Börlin att helt sluta med dansen. Börlin lydde dock inte rådet utan grundade ett nytt dansinstitut. Den 6 december 1930, vid 37 års ålder, avled Börlin då hans lever tre dagar tidigare upphört att fungera. Börlin ligger begravd på Père-Lachaise-kyrkogården i Paris.

## Citat
| ”             | Varje bild, som framkallar något intryck hos mig, omsätter sig oförmedlat inom mig i dans. Därför har jag att tacka såväl de gamla mästarna som de moderna för ofantligt mycket, de har varit mig till oerhörd hjälp. Icke som om jag någonsin skulle ha försökt mig på att kopiera dem genom 'levande bilder'. Men de väcker tankar, nya idéer och nya danser inom mig. Jag avundas målarna. Deras verk är oändliga. Verken bär sitt eget liv inom sig, oberoende av deras skapare. En dans lever ganska kort. Lika kort som dansören själv. | „ |
| – Jean Börlin | |   |